# Sympathy for the Devil
A Sympathy for the Devil a brit The Rolling Stones együttes dala, amely első alkalommal a zenekar 1968-as Beggars Banquet című albumán volt hallható. A dalt   Mick Jagger énekes és Keith Richards gitáros írta. A dal az amerikai Rolling Stone magazin által 2004-ben összeállított Minden idők 500 legjobb dalának listáján a 32. helyre került.
A dalszöveg egyes szám első személyben, Lucifer szemszögéből nézve beszéli el a világ gonoszságát, utalva a középkori Európa vallásháborúira, az 1917-es orosz forradalomra és a Romanovok meggyilkolására, valamint a második világháború pusztítására.
A dal felvétele a londoni Olympic Sound Studiosban zajlott 1968. június 4. és 10. között, amelyről Jean-Luc Godard francia rendező forgatott filmet szintén Sympathy for the Devil címmel.

## Közreműködők
- Mick Jagger – ének
- Keith Richards – gitár, basszusgitár
- Nicky Hopkins – zongora
- Rocky Dijon – konga
- Bill Wyman – maracas
- Marianne Faithfull, Anita Pallenberg, Brian Jones, Charlie Watts, Jimmy Miller, Bill Wyman, Keith Richards – háttérvokál

## A dal feldolgozásai
Megjelenése óta a dalt számtalan előadó feldolgozta. Közülük a legismertebb a Guns N' Roses 1994-es feldolgozása, amely az Anne Rice könyve nyomán forgatott Interjú a vámpírral c. film zenéje volt, és a Billboard Hot 100 kislemezlistáján az 55. helyet érte el.
További feldolgozások:
- 1969 – Sandie Shaw, a Reviewing the Situation albumon,
- 1970 – Blood, Sweat & Tears, a harmadik albumán Symphony for the Devil címmel,
- 1973 – Bryan Ferry, a These Foolish Things albumon,
- 1987 – Jane’s Addiction, a Jane’s Addiction koncertalbumon,
- 1988 – Laibach, hét különböző változatban a Sympathy for the Devil EP-n,
- 1991 – Skrew, a Burning in Water, Drowning in Flame albumon
- 1994 – Tátrai Band, Ördögi szimpátia c. dala az Utazás az ismeretlenbe I. albumon
- 1999 – Tiamat, a Skeleton Skeletron albumon,
- 2000 – Electric Hellfire Club, az Empathy for the Devil albumon,
- 2005 – Ozzy Osbourne, a Prince of Darkness boxset részét képező Under Cover albumon,
- 2007 – Inkubus Sukkubus, a Science and Nature albumon,
- 2015 – Motörhead, a Bad Magic albumon.

## Külső hivatkozások
- A Sympathy for the Devil szövege az együttes hivatalos honlapján
- A dal elemzése a ReasonToRock.com oldalán (angolul)
- Minden idők 500 legjobb dala (Rolling Stone magazin) Archiválva 2008. június 22-i dátummal a Wayback Machine-ben